# Surface Neo
La Surface Neo fue un dispositivo de doble pantalla táctil que hubiera lanzado con el sistema operativo Windows 10X (basado en Windows Core), diseñado y producido por Microsoft, parte de su línea de dispositivos Surface.
Este iba a ser un dispositivo con dos pantallas de 9" y una bisagra de 360°. Además del uso del tacto, también se podrían haber utilizado pluma inteligente, teclado y diversos accesorios para una mejor experiencia de Windows. Se esperaba su lanzamiento al público durante el 2020, pero en el 2024 el dispositivo todavía no tiene fecha de lanzamiento, por lo que se considera ya un producto cancelado.

## Diseño y características
El diseño del dispositivo no es una pantalla plegable, sino una tableta con dos pantallas que se pliega y que esconde no uno, sino dos accesorios:
El primero de ellos es la presencia de un lápiz o "stylus" que se puede utilizar con esa pantalla LCD táctil y se puede acoplar magnéticamente a la parte de atrás.
El segundo, un teclado separado pero que también se puede "esconder" en la parte posterior de una de las pantallas para luego deslizarlo y que cubra esa pantalla, convirtiéndose así en una forma de introducir texto más cómoda.
No se conocieron apenas detalles del hardware que escondía este diseño, pero Microsoft sí destacó la presencia de un procesador Intel de la familia Lakefield sin especificar un modelo concreto. Eso sí: dicho procesador estaría acompañado de una GPU integrada de 11.ª generación.

## Cronología
Fuente: Surface Blog
En mayo del 2020, en plena pandemia del COVID-19, Microsoft cambió sus planes en relación con el sistema Windows 10X; el ejecutivo de Microsoft Panos Panay anunció que ahora la compañía iba a lanzar el sistema Windows 10X primero en los dispositivos de una sola pantalla, y que más adelante se les daría prioridad a los dispositivos de doble pantalla. Sin embargo, esto no ocurrió y el sistema Windows 10X fue cancelado en el 2021. Algunas características del sistema se incorporaron más tarde en el sistema Windows 11.
Microsoft sí lanzó el otro dispositivo que anunció junto a la Surface Neo, esta siendo la Surface Duo, en septiembre del 2020, pero la Neo se canceló sin llamar mucho la atención. Microsoft nunca confirmó esta cancelación, solamente informando al público el cambio de planes en relación con los dispositivos de doble pantalla en general y la cancelación del Windows 10X.
En una entrevista del 2022, Panay dijo que veía probable que en el futuro se produzcan dispositivos de doble pantalla, pero que todavía él no había decidido cómo esto ocurriría.